# Église Saint-Pierre-aux-Liens de Gesté
Pour les articles homonymes, voir Église Saint-Pierre-aux-Liens.
L’église Saint-Pierre-aux-Liens est un lieu de culte catholique situé dans le village de Gesté, commune nouvelle de Beaupréau-en-Mauges (Maine-et-Loire).
Reconstruite au XIXe siècle par Alfred Tessier, sur l'emplacement d'une église du XVe siècle incendiée lors de la guerre de Vendée, Saint-Pierre-aux-Liens a fait l'objet, au début du XXIe siècle, d'un bras de fer entre la municipalité de la commune, souhaitant détruire l'église pour la reconstruire, et une association rassemblant une partie des habitants, opposée au projet. Malgré plusieurs recours juridiques, la démolition commence en juin 2013.
Une nouvelle église, de style moderne et reprenant le clocher-porche préexistant, est inaugurée le 23 décembre 2017.

## Histoire

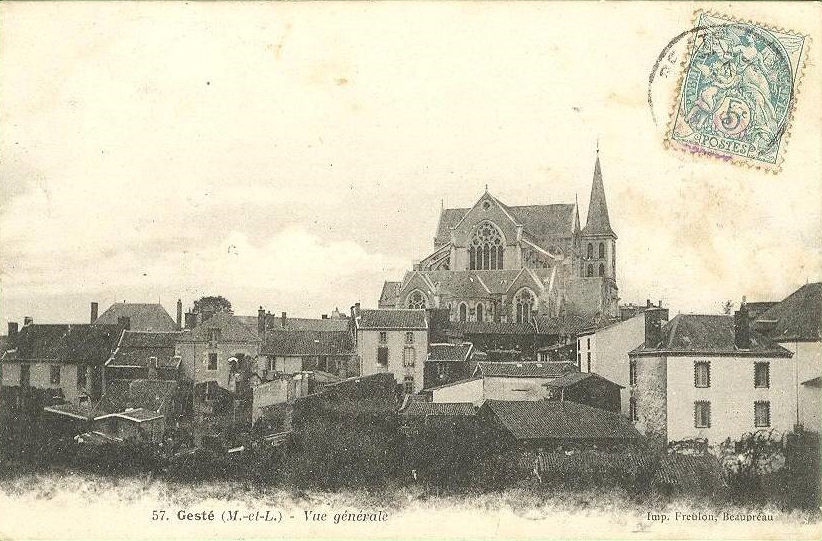
Vue générale de Gesté, au début du XX, l'église dominant le village.

Dominant le bourg, l'église dédiée à saint Pierre-aux-Liens fut d'abord un édifice de style composite dont les origines remontent au XVe siècle. Incendiée en 1794 par les troupes républicaines chargées de réprimer l'insurrection faisant rage dans les provinces de l'Ouest de la France, elle est partiellement relevée de ses ruines dès 1800.
En 1844, la nef est rebâtie dans un style inspiré du néoclassicisme, sous la direction de l'architecte angevin Ferdinand Lachèse (1803-1885). Les travaux s'étalent sur dix ans et se terminent par l'adjonction d'un nouveau clocher, surmonté d'une flèche en ardoise, en 1854.
Peu après, décision est prise d'agrandir encore le sanctuaire, lequel peine à contenir l'ensemble des fidèles, très nombreux au XIXe siècle. La municipalité fait appel à l'architecte Alfred Tessier, originaire de Beaupréau, pour édifier un transept et un chevet dans le style néo-gothique, l'ensemble reposant sur une crypte. Les travaux commencent en 1862 et s'achèvent en 1864.
En 2006, l'église fait partie d'un corpus de 662 églises du XIXe siècle de la région Pays de la Loire et est pressentie pour être inscrite aux monuments historiques. Elle est finalement écartée de la liste finale des 40 édifices « à une courte majorité ».

## Architecture

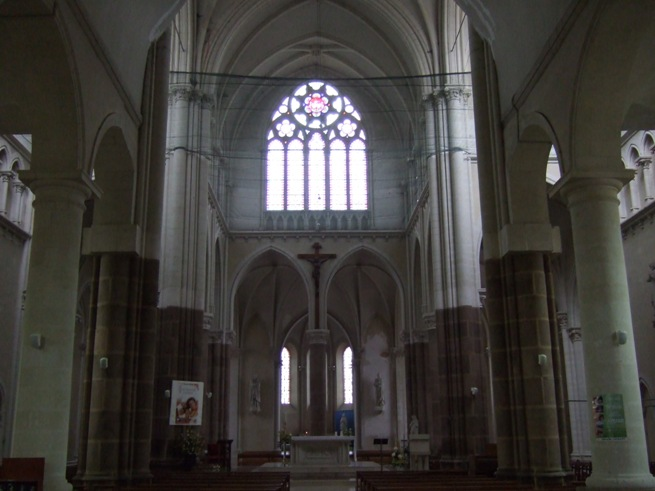
L'intérieur.

L'église avait un plan en forme de croix latine et se caractérisait par un impressionnant volume intérieur, notamment dans sa partie néo-gothique, où les voûtes étaient plus élevées que celles de la nef.
Le chœur était doublé par des chapelles sur ses parties nord et sud, et se terminait par un chevet plat percé d'une vaste baie, prolongé par une chapelle axiale voûtée d'ogives. Les matériaux utilisés étaient principalement le tuffeau et le granit.
L'intérieur du sanctuaire conservait quelques vitraux datant du XIXe siècle, ainsi qu'un chemin de croix en plâtre patiné.

## Destruction et polémique
L'église était l'un des rares monuments anciens à subsister dans le bourg, depuis la démolition des halles et de l'ancien couvent du XVIIe siècle, mais la commission des monuments historiques refuse de la classer. À partir de 2007, la municipalité, menée par le maire Jean-Pierre Léger, estime cet édifice inapproprié : surdimensionné et bancal, il génère des «dépenses insoutenables» pour le maire, qui suggère sa démolition pour en reconstruire un autre, plus modeste. L'association Mémoire vivante du patrimoine gestois (AMVPG) combat cette décision en faisant appel à la justice et aux services de l'État. En 2007, la direction régionale des Affaires culturelles fait savoir au maire de Gesté que l'église présente un intérêt architectural, « en particulier par sa remarquable reconstruction néogothique ». En 2008, le SDAP du Maine-et-Loire émet un avis défavorable à la destruction de l'église, qui présente un « intérêt certain ». Le 3 février 2012, la cour administrative de Nantes annule, en appel, le permis de démolir, car la décision est « entachée d’une erreur manifeste d’appréciation » : l'intérêt architectural de l'édifice rendrait sa destruction dommageable et son état de conservation correct n'engendrerait pas de danger particulier.
La démolition de l'église est rendue impossible par l'arrêt du Conseil d'État, rendu le 5 décembre 2012, qui rejette le pourvoi en cassation de la mairie, la municipalité se trouvant désormais dans l'obligation de procéder à sa restauration. L'église subit quelques actes de vandalisme et des vols au cours des premiers mois de 2013 (maître-autel brisé, disparition du chemin de croix, etc.). Le 6 mai 2013, le conseil municipal réitère sa décision de démolir l'édifice, arguant d'un budget deux fois moins élevé pour ce projet que pour la rénovation, et lance un appel d'offres en ce sens. Devant le début des travaux de démolition, l'association AMVPG, accusant le maire d'avoir laissé se dégrader l'édifice pour augmenter le coût de la rénovation, dépose un référé devant le tribunal administratif de Nantes, qui est rejeté par la juridiction.
La démolition débute le 19 juin 2013 ; en 2015, il ne subsiste que le clocher et les deux pans de mur attenants.

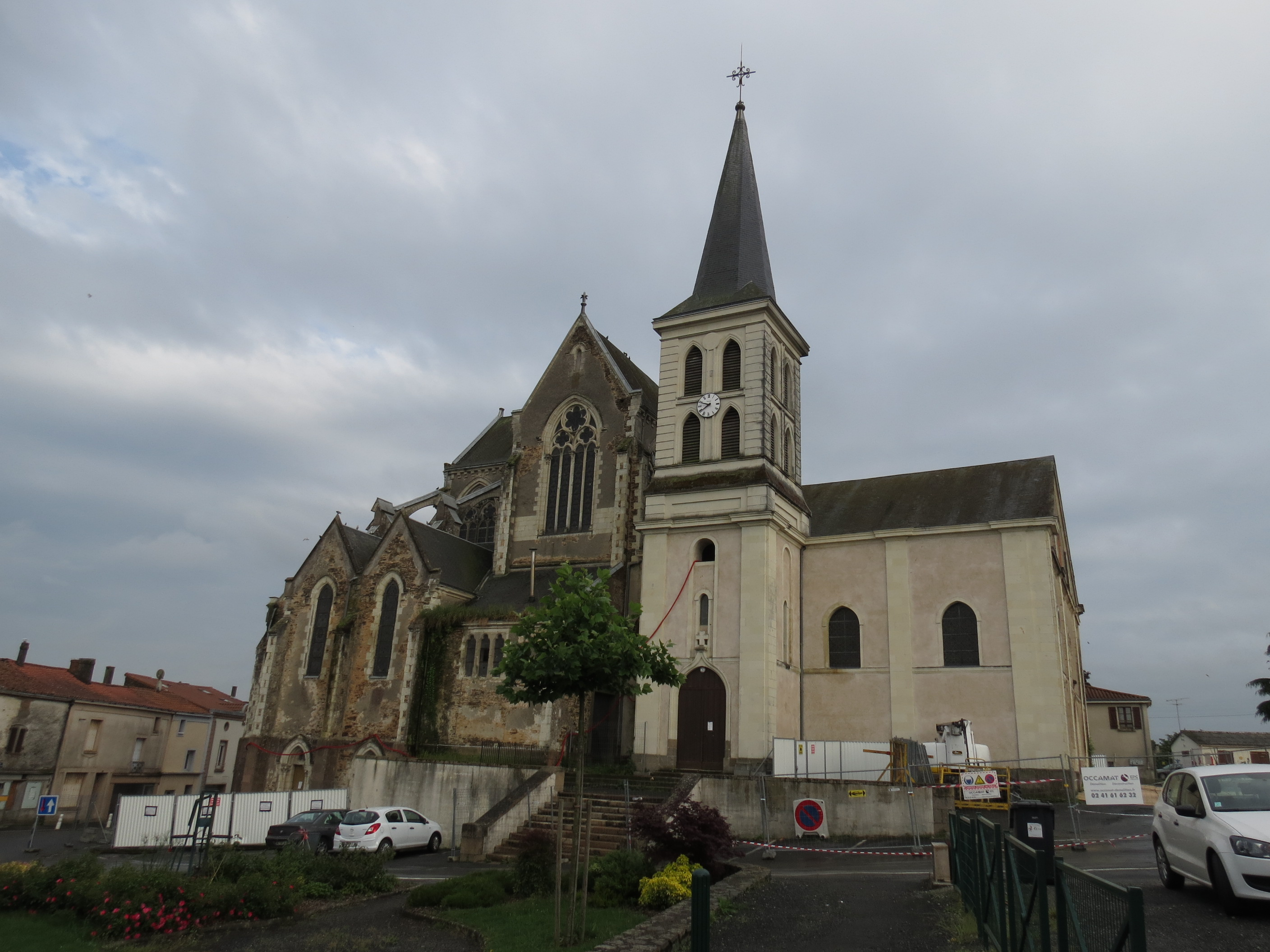
Vue générale de l'église en juin 2013 avant sa destruction.
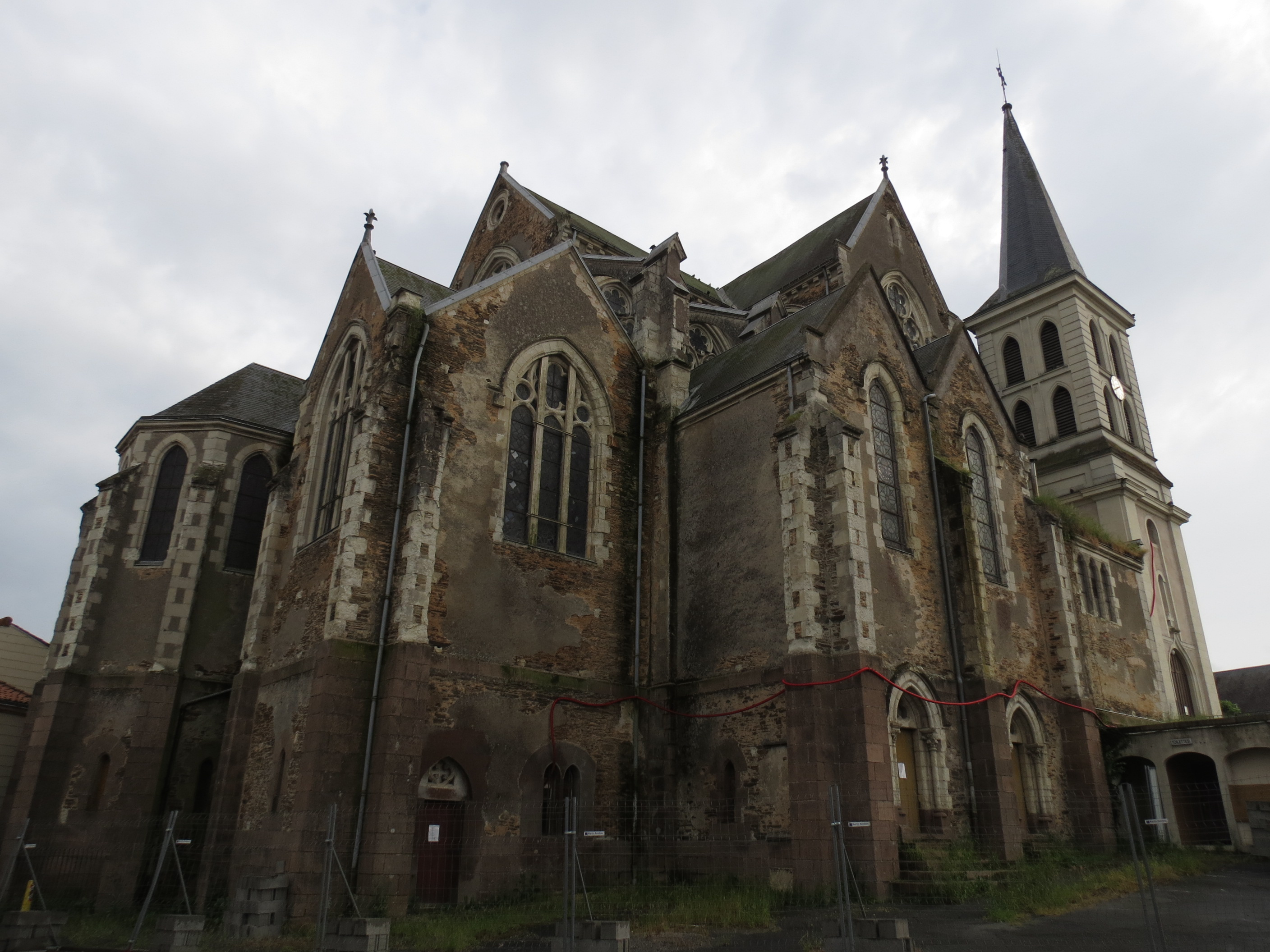
État du chœur en juin 2013.
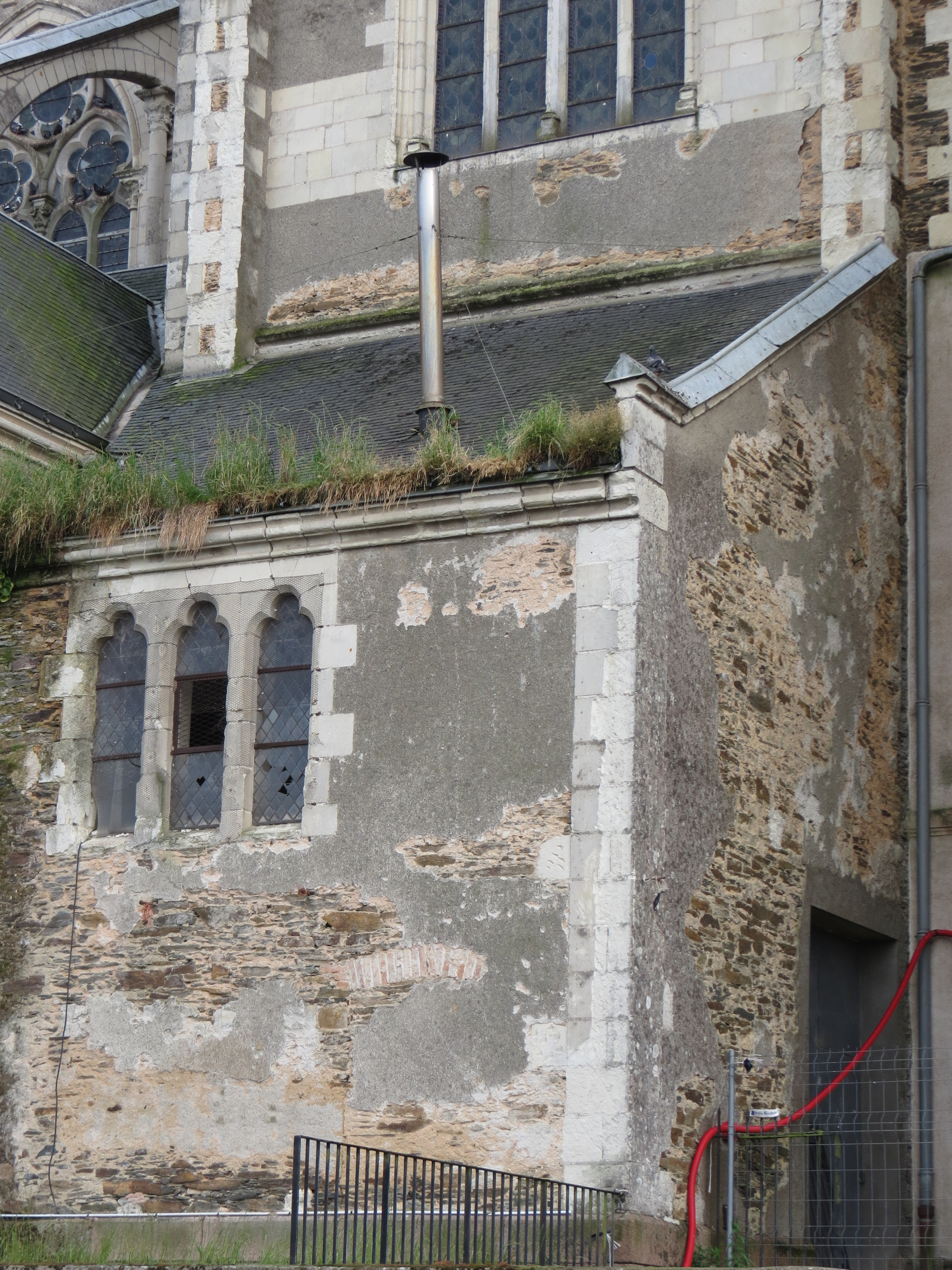
État de dégradation de l'église de Gesté avant la démolition.
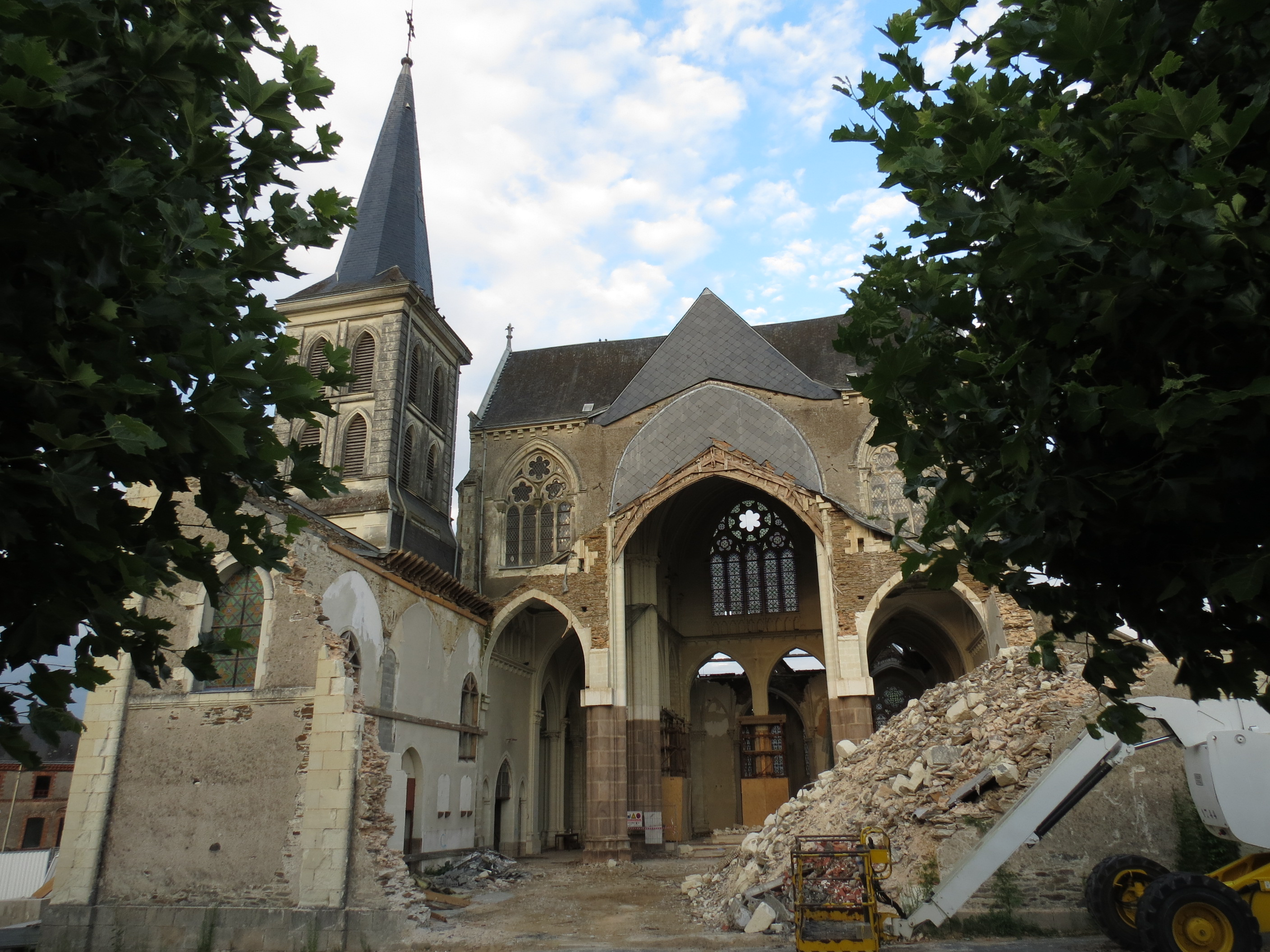
Début de la destruction, état en août 2013.

## La nouvelle église duXXIesiècle
Une nouvelle église voit le jour et est inaugurée par le maire Alain Chauviré le 23 décembre 2017.